# Apgarscore

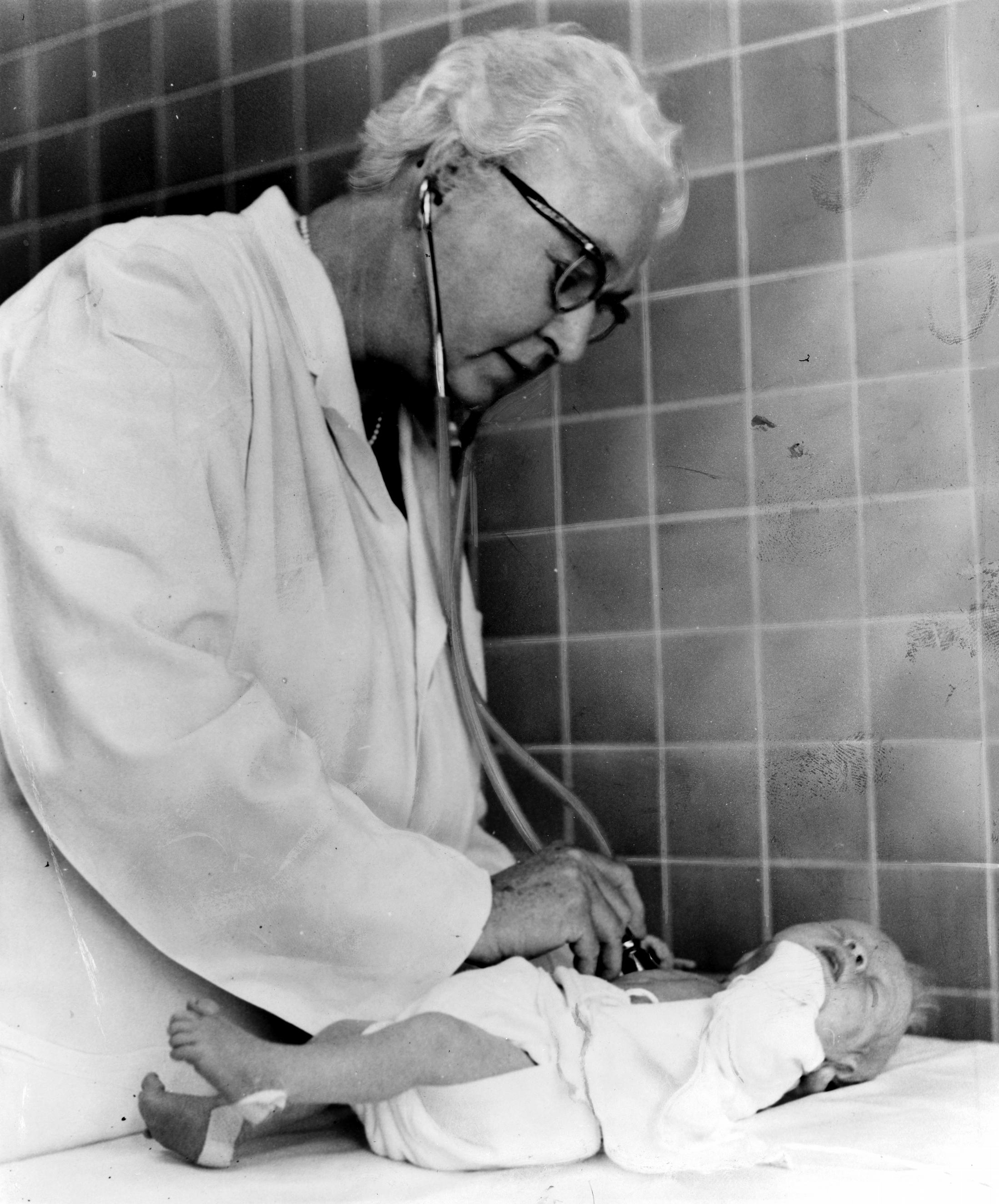
Virginia Apgar

De apgarscore is een test waarmee een snelle indruk van de algemene toestand van een pasgeboren baby (neonaat) verkregen kan worden. De test is ontwikkeld in 1952 door dr. Virginia Apgar.
De test wordt door de verpleegkundige, kraamverzorgster, verloskundige, gynaecoloog of kinderarts uitgevoerd één minuut, vijf minuten en tien minuten na de geboorte en geeft inzicht in de conditie van de baby op vijf vitale criteria:
- Ademhaling
- Pols- en hartslag
- Spiertonus
- Kleur van de huid
- Reactie op prikkels

Op ieder onderdeel kunnen 0, 1 of 2 punten worden gescoord. De meeste baby's komen ter wereld met een apgarscore tussen 7 en 10 punten. Als er geen ademhaling is, wordt er eerst voor gezorgd dat de pasgeborene kan ademhalen voordat er een apgarscore wordt vastgesteld. Daarom kan er niet een 0 worden gescoord. Als er geen hartslag is idem dito. 
Ondersteunende hulp is uiteraard aanwezig en blijft aanwezig totdat de score 10 wordt behaald (of totdat bewezen is dat 10 nooit kan worden bereikt).
| Afk. | Criterium              | 0 punten      | 1 punt                        | 2 punten                          |
| ---- | ---------------------- | ------------- | ----------------------------- | --------------------------------- |
| A    | Ademhaling             | geen          | zwak                          | goed doorhuilen                   |
| P    | Pols- / hartslag       | geen          | < 100/min                     | > 100/min                         |
| G    | Spierspanning / -tonus | slap          | enige flexie van de ledematen | actieve beweging van de ledematen |
| A    | Aspect / kleur         | blauw / bleek | blauw bij de extremiteiten    | hele lichaam roze                 |
| R    | Reactie op prikkels    | geen          | enige beweging                | krachtig huilen                   |

Het gebruik van de letters van dr. Apgars naam als ezelsbruggetje om de vijf criteria gemakkelijker te kunnen onthouden, werd ingevoerd in 1963 door de Amerikaanse kinderarts dr. Joseph Butterfield. Hij gebruikte de termen appearance (kleur), pulse (hartslag), grimace (reactie op prikkels), activity (spiertonus) en respiration (ademhaling).